# Galgagnano
Galgagnano – miejscowość i gmina we Włoszech, w regionie Lombardia, w prowincji Lodi.
Według danych na rok 2004 gminę zamieszkiwały 674 osoby, 134,8 os./km².